# Podolski rajon
Der Podolski rajon (russisch Подольский район) war ein Rajon in der Oblast Moskau in Russland, südlich der Hauptstadt Moskau. Er existierte von 1929 bis 2015. Das Verwaltungszentrum des Rajons war die Stadt Podolsk, die selbst nicht zum Rajon gehörte.

## Geographie
Der Podolski rajon grenzte zuletzt im Nordosten an den Leninski rajon, im Osten an den Domodedowski rajon und im Süden an den Tschechowski rajon der Oblast Moskau, im Westen und Norden an das Territorium der Stadt Moskau. Der Rajon umschloss dabei die Territorien der eigenständigen Stadtkreise Podolsk und Klimowsk.
Der Rajon gliederte sich in eine Stadtgemeinde (mit der Siedlung städtischen Typs Lwowski) und drei Landgemeinden mit insgesamt 75 Dörfern.
Der größte Fluss im Gebiet ist die Pachra.

## Geschichte
Ende des 18. Jahrhunderts entstand nach einer Verordnung Katharina der II. die erste Verwaltungseinheit mit dem Namen Podolsk. Der Rajon in seiner bis 2012 (mit kleineren Anpassungen) bestehenden Form wurde im Jahr 1929 geschaffen. 2012 wurden etwa drei Viertel der früheren Fläche des Rajons einschließlich der Städte Schtscherbinka und Troizk an die Stadt Moskau abgegeben. Durch mehrere Gesetze und Verordnungen des Gouverneurs der Oblast Moskau wurden im Mai bis Juli 2015 der Podolski rajon und der Stadtkreis Klimowsk aufgelöst und an den Stadtkreis Podolsk angeschlossen, der nun die Fläche der drei vormaligen Verwaltungseinheiten einnimmt. Zugleich wurden die Orte Klimowsk und Lwowski nach Podolsk eingemeindet.

## Politik
Oberhaupt des Rajons war zuletzt Nikolai Moskaljow.

## Wirtschaft
Die Wirtschaft des Rajons war geprägt von 1932 gegründeten Betrieben in den Bereichen Buntmetalle und Metallpulvern sowie Nahrungsmittelkombinaten. Hauptbereiche der Metallproduktion waren Blei und Zinkprodukte sowie Aluminium. Im Nahrungsmittelsektor waren die wichtigsten Zweige die Milchwirtschaft, Kartoffelanbau sowie die Rindfleischproduktion.

## Verkehr
Durch den Rajon führten die Eisenbahnstrecke Moskau – Kursk – Charkiw und die föderale Fernstraße M2.